# Soye-en-Septaine
Soye-en-Septaine è un comune francese di 584 abitanti situato nel dipartimento del Cher, nella regione del Centro-Valle della Loira.

## Società

### Evoluzione demografica
Abitanti censiti